# Turricula sulcicancellata
Turricula sulcicancellata là một loài ốc biển, là động vật thân mềm chân bụng sống ở biển thuộc họ Clavatulidae.